# Braciszewo
Braciszewo (prononciation : [brat͡ɕiˈʂɛvɔ]) est un village polonais de la gmina de Gniezno dans le powiat de Gniezno de la voïvodie de Grande-Pologne dans le centre-ouest de la Pologne.
Il se situe à environ 6 kilomètres à l'ouest de Gniezno (siège de la gmina et du powiat) et à 44 kilomètres à l'est de Poznań (capitale régionale).
Le village possédait une population approximative de 150 habitants en 2006.

## Histoire
De 1975 à 1998, le village faisait partie du territoire de la voïvodie de Poznań.

Depuis 1999, Braciszewo est situé dans la voïvodie de Grande-Pologne.